# 후루카와 다카시
후루카와 다카시(일본어: 古川 隆志, 1981년 10월 28일 ~ )는 일본의 전 축구 선수이다.

## 구단 경력
과거 사간 도스에서 활동하였다.